# Löwenbräu
Löwenbräu AG is een Duitse brouwerij in München, die sedert 2003 tot het concern Anheuser-Busch InBev behoort.

## Geschiedenis
Vermoedelijk stamt de brouwerij uit het jaar 1383. De naam Löwenbräu werd voor het eerst in 1746 vermeld, toen het naar een bierhuis in de Löwengrube 17 verwees, waarin zich een fresco van een leeuw bevond. Georg Brey kocht de brouwerij in 1818 en bouwde ze tot een succesrijke onderneming uit. Vanaf 1848 kreeg Löwenbräu een vergunning voor het brouwen van bokbier, en in 1863 was de brouwerij de grootste van München geworden.
In 1872 verkocht de familie Brey de brouwerij, waarop ze in een aandelenvennootschap veranderd werd met Ludwig Brey als hoofdaandeelhouder. In 1883 volgde dan de voltooiing van de beroemde Löwenbräukeller, die op 14 juni van dat jaar plechtig geopend werd, en in 1886 werd het logo van Löwenbräu, een leeuw, een gedeponeerd handelsmerk. Rond de eeuwwisseling was Löwenbräu, grotendeels dankzij massale export, tot het grootste biermerk van Duitsland uitgegroeid.
Brouwerij Löwenbräu fuseerde in 1921 met Unionsbrauerei Schülein & Cie. en nam vervolgens met terugwerkende kracht de Münchner Bürgerbräu AG over. Vanaf 1927 werd er tevens witbier gebrouwen, en in 1928 werd er voor het eerst één miljoen hectoliter per jaar geproduceerd. De familie Schülein, die een groot deel van de aandelen in haar bezit had, was echter van Joodse afkomst, en na de machtsovername door de nazi's vluchtte ze naar de Verenigde Staten. In 1942 werd de Aktienbrauerei zum Löwenbräu kortweg in Löwenbräu omgedoopt.
Na de Tweede Wereldoorlog moest er met de erfgenamen van de familie Schülein onderhandeld worden om het voortbestaan van de brouwerij te verzekeren, hetgeen lukte: vanaf 1948 werd er terug bier geëxporteerd. Löwenbräu had steeds een stevige positie in Opper-Beieren gehandhaafd en slaagde erin, een wereldwijde reputatie op te bouwen, met bijzondere populariteit in de VS. Tezamen met Spaten-Franziskaner-Bräu behoorde Löwenbräu vanaf 1996 tot het concern Spaten-Löwenbräu, dat in 2003 door Interbrew werd overgenomen, hetwelk op zijn beurt in 2004 in InBev opging. De gehele expeditie en marketing van Löwenbräu wordt vanuit de InBev-centrale in Bremen geleid.  
Löwenbräu is traditioneel prominent aanwezig op het Oktoberfest.

## Bieren onder het labelLöwenbräu
- Löwenbräu
- Löwenbräu Original
- Löwenbräu Münchner Hell
- Löwenbräu Münchner Dunkel
- Löwenbräu Triumphator (bokbier)
- Löwenbräu Alkoholfrei
- Löwenbräu Urtyp
- Löwenbräu Pils (voorheen "der Löwenbräu")
- Löwenbräu Schwarze Weisse (witbier)
- Löwenbräu Löwen Weisse Hell (witbier)
- Löwenbräu Radler
- Löwenbräu Oktoberfestbier (Märzen)